# 霊思何皇后
何皇后（かこうごう）は、後漢の霊帝の皇后。諡は思で、諡号としては夫の諡を重ねて霊思皇后（れいしこうごう）。荊州南陽郡宛県（現在の河南省南陽市宛城区）の人。父は何真。母（舞陽君）は何真の後妻。子は少帝弁。異母兄は何進。異父兄は何苗（朱苗）。妹は張譲の養子張朔の妻。

## 生涯
身長は7尺1寸（約163cm）。生家は屠殺業という下賤の出自だったが、賄賂を用い宦官の伝手で後宮に入った。後宮に入った後、霊帝の寵愛を受け、貴人となった。熹平5年（176年）、男子（少帝弁）を生んだ。気が強かったため、妃嬪たちは皆、彼女を恐れていた。
熹平7年（178年）に霊帝の最初の皇后であった宋氏が廃されると、光和3年（180年）に何氏が皇后に立てられた。
光和4年（181年）4月、霊帝の寵妃であった王美人が劉協（後の献帝）を生んだ時は激しく嫉妬し、王美人を毒殺した。霊帝が激怒し、何氏は廃されそうになったが、宦官の取りなしにより何とか免れた。同年6月に父に車騎将軍と爵位が追贈され、光和6年（183年）に母にも舞陽君の称号が贈られた。
永漢元年（189年）、霊帝の崩御後に少帝弁が即位すると、何氏は摂政皇太后となった。政敵であった姑の董太后との争いに勝ち、董太后を洛陽から追放し、幽殺した。しかし、何氏の政権を支える何進と宦官（十常侍）が争い、何進が袁紹たちと共に十常侍の殺害を計画すると、宦官とも結託していたため、何苗と共に何進の計画に反対した。結果、何進と十常侍が政争で共に滅び、また何苗も何進配下の呉匡によって殺害されてしまい、洛陽に入った董卓が権限を手中にすることになった。
董卓は董太后がたまたま自分と同姓であったため、董太后の報復として何氏を排除しようとした。董卓は何太后を脅迫して少帝の廃位を実行し、董太后が養育していた劉協を帝位に就かせた。さらに董卓は何太后に対し、かつての董太后に対する振る舞いが「孝の道に叛く行いだ」と問責した上で、永安宮に幽閉して、後に子の弘農王劉弁とともに董卓の命令を受けた李儒によって毒殺された。何太后が霊帝の陵に合葬されると、董卓は霊帝の陵の副葬品をことごとく奪い取ったという（『後漢書』董卓伝）。

## 三国志演義
小説『三国志演義』では、董卓の命令を受けた李儒に毒酒を飲むよう勧められるが、それを拒否したがために、幽閉されていた塔の上から李儒に突き落とされることになっている。